# Marian Rivera
Marian Gracia Rivera de Dantes (pronunciado: [maɾjan riβeɾa]) (12 de agosto de 1984, Madrid) es una actriz, cantante, bailarina y modelo española naturalizada filipina, ella se hizo conocer en varias series de televisión como Marimar, Dyesebel, Darna, Amaya y Temptation of Wife. Como artista de grabación, también ha lanzado dos álbumes de estudio: the Marian Rivera Dance Hits y Retro Crazy. También ha protagonizado algunas películas como My Bestfriend's Girlfriend, Tarot, You to Me Are Everything y Panday 2. Ha sido denominada como una de las actrices más sexis de Filipinas.

## Biografía
Marian Rivera nació en Madrid, España, hija de Francisco Javier Gracia Alonso, español y Amalia Rivera, filipina natural de Cavite. Después de que sus padres se separaron 2 años después de su nacimiento, su madre la trajo a su país Filipinas donde creció la mayor parte de su vida. Sin embargo, su madre tuvo que dejar para continuar con su compromiso de trabajo en el extranjero que fue enviada por su abuela materna, Francisca Rivera en Bacoor, Cavite. Rivera continuó con su educación primaria y secundaria en el Colegio San Francisco de Asís y luego continuó sus estudios universitarios tras terminar su Licenciatura en Psicología en la "Universidad De La Salle Dasmariñas". Después de graduarse, trabajó para el Instituto Nacional de Salud Mental en Mandaluyong, donde hizo una entrega de medicamentos, exámenes y evaluación a los pacientes. También intentó convertirse en maestra de la SPED, antes de ser descubierta por el mundo del espectáculo. En agosto del 2014, Rivera se comprometió con su novio de largo tiempo llamado Dingdong Dantes, un actor y presentador de televisión filipino.

## Filmografía

### Televisión
| Año       | Título                                                  | Personaje                                  | Canal       |
| --------- | ------------------------------------------------------- | ------------------------------------------ | ----------- |
| 2005      | Kung Mamahalin Mo Lang Ako                              | Clarisse                                   | GMA Network |
| 2006      | Agawin Mo Man Ang Lahat                                 | Almira / Isadora / Alegra                  | GMA Network |
| 2006      | Pinakamamahal                                           | Carissa Crismundo                          | GMA Network |
| 2007      | Super Twins                                             | Ester Paredes                              | GMA Network |
| 2007      | Muli                                                    | Racquel Estadilla                          | GMA Network |
| 2007/2008 | MariMar                                                 | MariMar Pérez / Bella Aldama               | GMA Network |
| 2007/2010 | SOP Rules                                               | Herself / Performer                        | GMA Network |
| 2008      | Mars Ravelo's:Dyesebel                                  | Dyesebel / Isabel / Cassandra              | GMA Network |
| 2009      | Carlo J. Caparas : Ang Babaeng Hinugot sa Aking Tadyang | Proserfina J. Valdez / Andrea              | GMA Network |
| 2009      | Sugat ng Kahapon                                        | Hilda                                      | GMA Network |
| 2009/2011 | Show Me Da Manny                                        | Ella Paredes                               | GMA Network |
| 2009/2010 | Mars Ravelo's : Darna                                   | Narda / Darna                              | GMA Network |
| 2010      | Anghel sa Lupa                                          | Theresa San Miguel                         | GMA Network |
| 2010      | Endless Love                                            | Jenny Dizon / Jenny Cruz                   | GMA Network |
| 2010      | Jillian: Namamasko Po                                   | Odessa Fuentes                             | GMA Network |
| 2010/2012 | Party Pilipinas                                         | Herself / Performer                        | GMA Network |
| 2011      | Spooky Nights: Bampirella                               | Cinderella "Cindy" Dela Paz / Bampirella   | GMA Network |
| 2011/2012 | Amaya                                                   | Amaya / Bai Amaya / Dian Amaya             | GMA Network |
| 2012      | My Beloved                                              | Sharina Quijano                            | GMA Network |
| 2012      | Tweets For My Sweet                                     | Megan "Meg" Reyes                          | GMA Network |
| 2012      | Pinoy Adventures                                        | Herself / Co-host                          | GMA Network |
| 2012      | Showbiz Central                                         | Herself / Guest Co-Host                    | GMA Network |
| 2012/2013 | Temptation Of Wife                                      | Angeline Santos-Salcedo / Chantal Gonzales | GMA Network |
| 2012/2013 | Extra Challenge                                         | Herself / Co-Host                          | GMA Network |
| 2013      | One Day, Isang Araw: Ang Sikreto ni Milette             | Milette                                    | GMA Network |
| 2014      | Carmela                                                 | Carmela Fernández / Catarina Bulaong       | GMA Network |
| 2014      | Panalangin                                              | Lauren                                     | GMA Network |
| 2014      | Eat Bulaga!                                             | Herself / Segment Co-host                  | GMA Network |
| 2014      | Marian                                                  | Herself / Host                             | GMA Network |
| 2014      | Ismol Family                                            | Ange                                       | GMA Network |

### Películas
| Año  | Título                                       | Personaje                | Distribuidor                                            |
| ---- | -------------------------------------------- | ------------------------ | ------------------------------------------------------- |
| 2005 | Enteng Kabisote 2                            | Alyssa                   | OctoArts Films M-Zet Film Productions                   |
| 2006 | Pamahiin                                     | Becca                    | Regal Entertainment                                     |
| 2007 | Bahay Kubo                                   | Lily                     | Regal Entertainment                                     |
| 2008 | Desperadas                                   | Courtney                 | Regal Entertainment                                     |
| 2008 | My Best Friend's Girlfriend                  | Grace                    | Regal Entertainment GMA Films                           |
| 2008 | One True Love                                | Joy                      | Regal Entertainment GMA Films                           |
| 2008 | Scaregivers                                  | Cameo Role               | OctoArts Films M-Zet Film Productions APT Entertainment |
| 2008 | Shake Rattle & Roll X                        | Nieves                   | Regal Entertainment                                     |
| 2008 | Desperadas 2                                 | Courtney                 | Regal Entertainment                                     |
| 2009 | Tarot                                        | Cara                     | Regal Entertainment                                     |
| 2010 | You to Me Are Everything                     | Francisca/Iska Florantes | Regal Entertainment GMA Films                           |
| 2010 | Super Inday and the Golden Bibe              | Inday/Super Inday        | Regal Entertainment                                     |
| 2011 | Temptation Island                            | Cristina G.              | Regal Entertainment GMA Films                           |
| 2011 | Tween Academy: Class of 2012                 | Cameo Role               | GMA Films                                               |
| 2011 | Zombadings 1: Patayin sa Shokot si Remington | Cameo Role               | Regal Entertainment                                     |
| 2011 | Ang Panday 2                                 | Arlana                   | GMA Films IMUS Productions                              |
| 2013 | Dance of The Steelbars                       | Cameo Role               | GMA Films                                               |
| 2013 | My Lady Boss                                 | Evelyn Vallejo           | Regal Entertainment GMA Films                           |
| 2013 | Ekstra                                       | Herself/Belinda (cameo)  | Cinemalaya Quantum Films                                |
| 2013 | Kung Fu Divas                                | Samantha                 | Star Cinema Reality Entertainment                       |
| 2014 | My Big Bossing's Adventures                  | TBA                      | M-Zet films, APT Ent., Octoarts                         |

## Discografía

### Álbumes
| Año  | Título                                                                                        | Etiqueta          | Ventas        | Certificación  |
| ---- | --------------------------------------------------------------------------------------------- | ----------------- | ------------- | -------------- |
| 2008 | Marian Rivera Dance Hits - Released: March 2008 - Formats: CD, digital format - Length: 21:46 | Universal Records | 15,000 copies | Platinum Award |
| 2009 | Retro Crazy - Released: January 2009 - Formats: CD, digital format                            | Universal Records | 15,000 copies | Gold Award     |

### Single(s)
| Año  | Título                                                                                   | Etiqueta          | Ventas        | Certificación                      |
| ---- | ---------------------------------------------------------------------------------------- | ----------------- | ------------- | ---------------------------------- |
| 2009 | "Sabay Sabay Tayo" - Single - Released: 28 de mayo de 2012 - Formats: CD, digital format | Universal Records | 15,000 copies | Platinum Award ASAP 24K Gold Award |